# Glaucocharis rosanna
Glaucocharis rosanna là một loài bướm đêm trong họ Crambidae.